# Andrzej Szołdrski (duchowny)

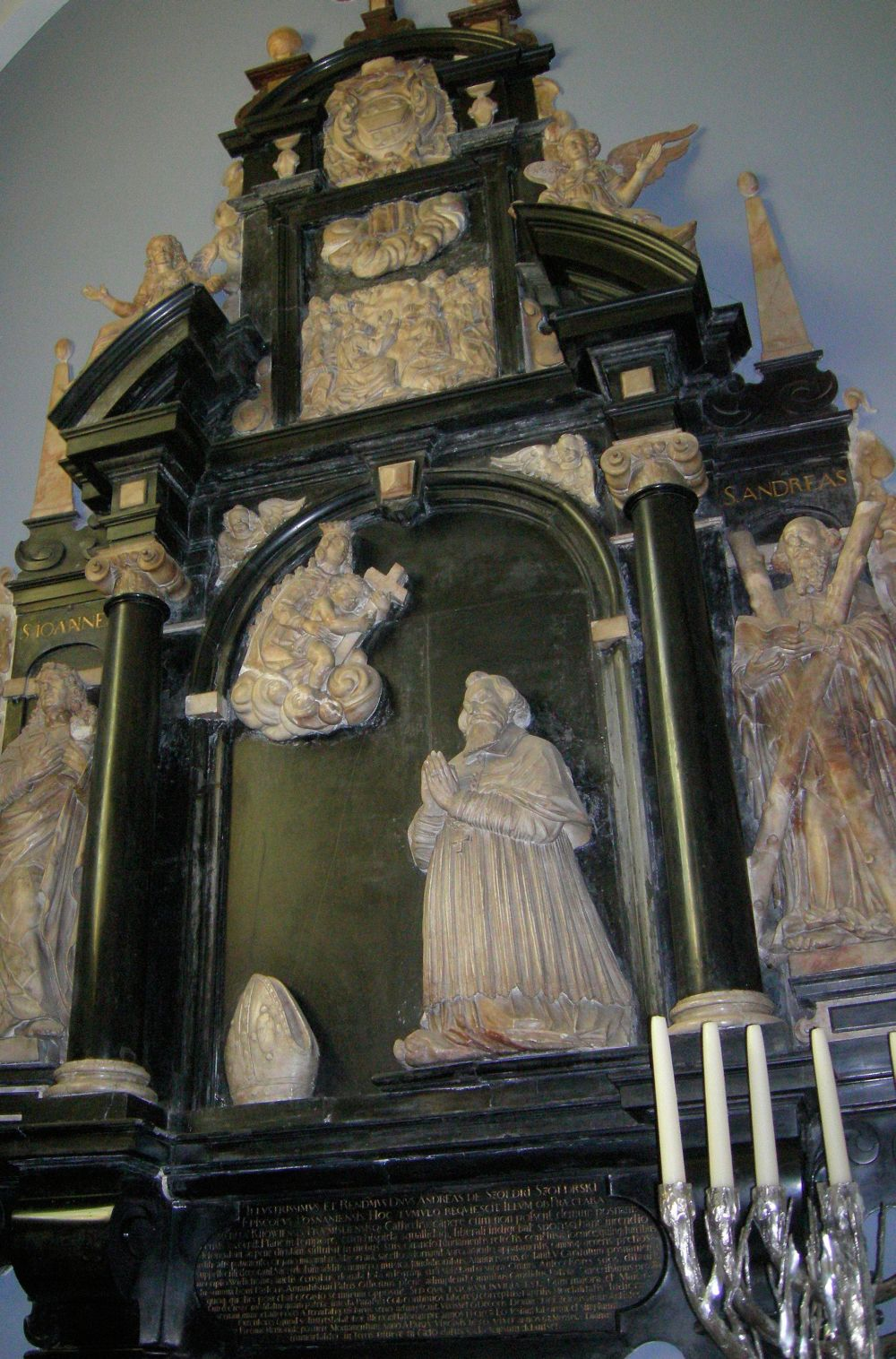
Nagrobek Andrzeja Szołdrskiego w katedrze poznańskiej.

Andrzej Szołdrski herbu Łodzia (ur. 1583? – zm. 1 kwietnia 1650 w Poznaniu) – biskup kijowski, biskup przemyski, poznański, prezydent Trybunału Głównego Koronnego w 1629 i 1630 roku, prepozyt kapituły katedralnej poznańskiej w latach 1625-1635.

## Życiorys
Syn Stanisława Szołdrskiego, dziedzica na Czempiniu i Małgorzaty Manickiej z Pigłowic. Był uczniem jezuitów poznańskich oraz studiował w Rzymie. W 1634 był administratorem apostolskim diecezji krakowskiej. Dzięki poparciu króla Władysława IV 14 stycznia 1635 został wybrany biskupem poznańskim. Jego ingres miał miejsce 30 listopada 1636. Był pomysłodawcą i sponsorem odbudowy katedry poznańskiej po pożarze w 1622 roku.
W 1637 roku został wyznaczony senatorem rezydentem. W 1641 roku wyznaczony został senatorem rezydentem.
Odegrał haniebną rolę w tzw. kryzysie trubeckim, kiedy to Władysław IV wraz z grupą senatorów, postanowił - bez zgody sejmu - oddać Moskwie bez powodu miasto i zamek Trubeck. W komisji regulującej granice był biskup Szołdrski. W atmosferze protestów miasto przygotowano do obrony. Na sejmie biskup został zelżony a posłowie rzucili mu w twarz o wzięcie podarków od Moskwy. Sejm zerwano, zgody na oddanie Trubecka nie wydano. Mimo to miasto przejęła Moskwa, a króla oskarżono o zdradę. Sprawa rozeszła się po kościach, a od wojny uchroniła Polskę śmierć cara Michała Romanowa. 
Kasper Niesiecki wspomina odnowę katedry poznańskiej po pożarze:
Kędy zastawszy katedralny kościół świeżo ogniem zrujnowany, wszystek się udał na restauracyą jego, od fundamentów począwszy, które od upadku dzwignął.
Biskup Andrzej Szołdrski był także mecenasem Akademii Lubrańskiego, dla której przeznaczył znaczny legat pieniężny na podniesienie wynagrodzenia profesorów oraz ufundował bursę szkolną, nazwaną Bursą Szołdrskich. Znaleźli w niej schronienie liczni przedstawiciele średniej szlachty wielkopolskiej, pobierający nauki w Akademii Lubrańskiego (aż do końca jej istnienia). 
Był członkiem konfederacji generalnej zawiązanej 31 lipca 1648 roku. Był elektorem Jana II Kazimierza Wazy z województwa poznańskiego w 1648 roku, podpisał jego pacta conventa.
Zmarł 1 kwietnia 1650 roku. Jego ciało spoczywa w kaplicy Matki Boskiej Anielskiej w katedrze poznańskiej.